# Lockerbie
Lockerbie (skotsk gaeliska: Locarbaidh) är en ort i sydvästra Skottland. Folkmängden uppgick till och hade 4 290 invånare år 2012, på en yta av 2,25 km². Vid Lockerbie går motorvägen A74(M) som är en del av motorvägsförbindelsen mellan Glasgow och London.
Staden är förmodligen internationellt mest känd för Lockerbieattentatet i vilket flygplanet Pan Am Flight 103 exploderade den 21 december 1988.